# KX Большого Пса
KX Большого Пса (лат. KX Canis Majoris), HD 50648 — тройная звезда в созвездии Большого Пса на расстоянии приблизительно 742 световых лет (около 227 парсеков) от Солнца. Видимая звёздная величина звезды — от +6,8m до +6,2m.

## Характеристики
Первый компонент — красный гигант, пульсирующая полуправильная переменная звезда типа SRB (SRB) спектрального класса M4III или M6III. Радиус — около 139 солнечных, светимость — около 2230 солнечных. Эффективная температура — около 3360 К.
Второй компонент удалён на 10,4 угловых секунд.
Третий компонент удалён на 20,2 угловых секунд.